# داينستي واريورز (سلسلة ألعاب فيديو)
داينستي واريورز (بالإنجليزية: Dynasty Warriors)‏ و(باليابانية: 三國無双)، وتعني محاربو السلالة في النسخة العالمية، وفي النسخة اليابانية بالممالك الثلاثة الحقيقية الغير متماثلة أي شين سانغوكوموسو، أو الممالك الثلاثة الغير متماثلة بسانغكوموسو، هي سلسلة من ألعاب تقطيع وذبح، تم تطويرها بواسطة أوميغا فورس، ونشرها بواسطة كوي تيكمو، بدأت إصداراتها الأولى عام 1997 كلعبة قتال، ومنذ إصدار الجزء الثاني إلى يومنا هذا، تحولت السلسلة إلى ألعاب تقطيع وذبح، وهي مقتبسة عن الرواية الصينية باسم رومنسية الممالك الثلاث للكاتب لو قوانتشونغ.

## سلسلة
- الجزء الأول صدر عام 1997 على ps1
- الجزء الثاني صدر عام 2000 على بي إس 2.
- الجزء الثالث صدر عام 2001 على بي إس 2 وإكس بوكس.
- الجزء الرابع صدر عام 2003 على بي إس 2 وإكس بوكس وويندوز.
- الجزء الخامس صدر عام 2005 على بي إس 2 وإكس بوكس وويندوز
- الجزء السادس صدر عام 2007 على بي إس 3 وبي إس 2 وإكس بوكس 360 وويندوز.
- الجزء السابع صدر عام 2011 على بي إس 3 وإكس بوكس 360 وويندوز.
- الجزء الثامن صدر عام 2013 على بي إس 3 وبي إس 4 وإكس بوكس 360 وويندوز وإكس بوكس ون.